# Mirosław Pałasz

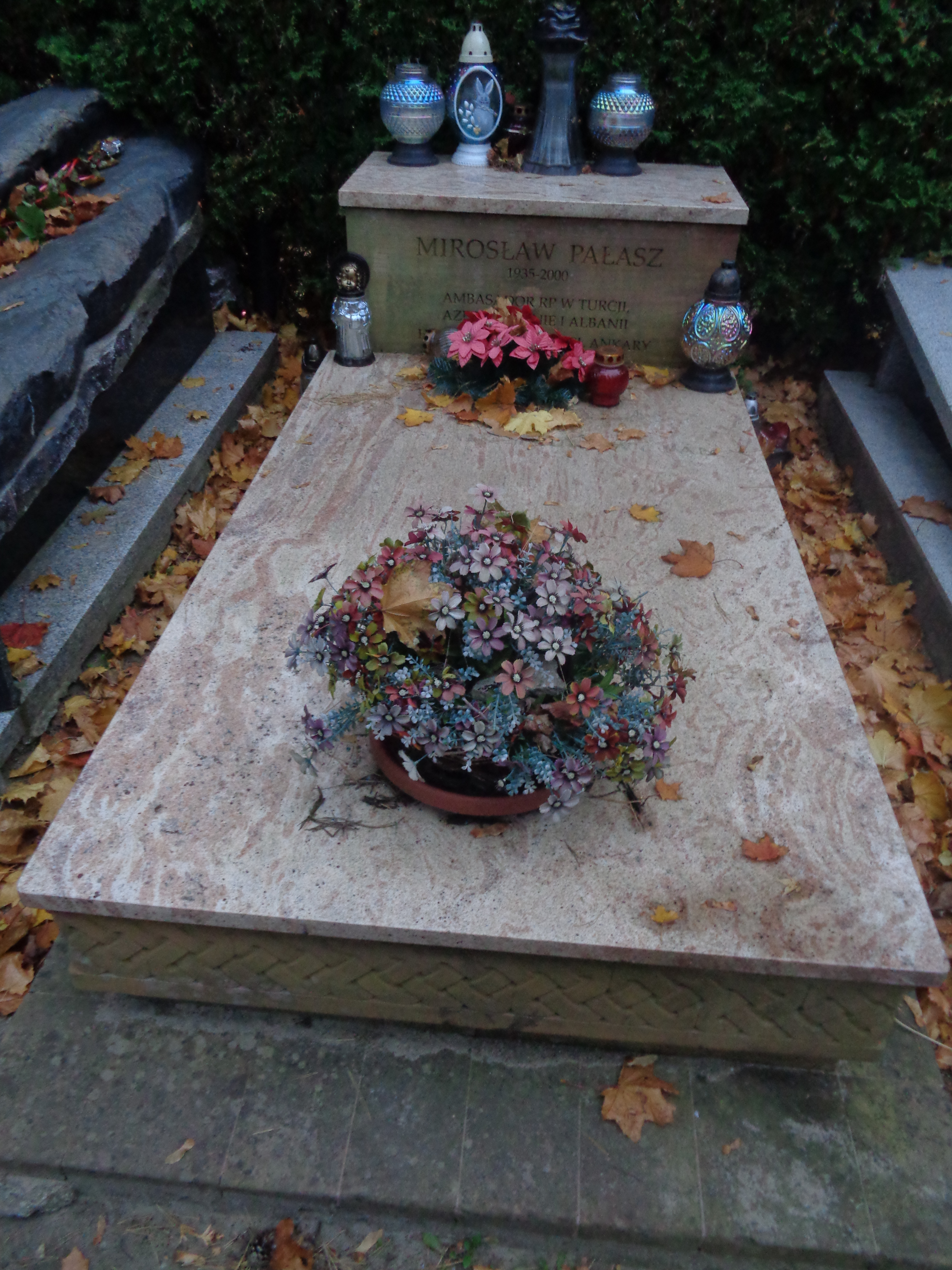
Grób Mirosława Pałasza na Cmentarzu Wojskowym na Powązkach

Mirosław Pałasz (ur. 26 lutego 1935 w Czarnkowie, zm. 8 kwietnia 2000 w Ankarze) – polski orientalista i dyplomata; ambasador RP w Turcji (1987–1991 i 1997–2000) i Albanii (1994–1997).

## Życiorys
Ukończył studia w zakresie filologii orientalnej – turkologii na Uniwersytecie Jagiellońskim (1957) oraz studium służby zagranicznej Wyższej Szkoły Nauk Społecznych, Akademii Dyplomatycznej w Moskwie oraz Crisis Management Course w Waszyngtonie.
W dyplomacji pracował od 1962. Przebywał na placówkach w Ankarze, Paryżu, Brukseli. W latach 1994–1997 był ambasadorem w Albanii, a od 1987 do 1991 i od 1997 do 2000 ambasadorem w Turcji.
Z Haliną z domu Małecka (1932–2007) miał dwoje dzieci. Honorowy obywatel Ankary.
Zginął śmiercią samobójczą. Pochowany na cmentarzu Wojskowym na Powązkach w Warszawie (kwatera A3 tuje-3-21). 